# Christer Gustafsson
Jens Christer Gustafsson (Stoccolma, 31 dicembre 1987) è un ex calciatore svedese, di ruolo centrocampista.

## Carriera
Dopo i primi anni trascorsi nelle giovanili dell'Årsta AIK, Gustafsson ha rappresentato l'Hammarby per numerosi anni a partire dal 1998 quando è arrivato in biancoverde, transitando poi anche dalla squadra di sviluppo chiamata Hammarby Talang FF (nota anche come Hammarby TFF).
Nel 2009 Gustafsson ha collezionato le prime due presenze in Allsvenskan, in un campionato che ha visto l'Hammarby scendere in seconda serie. Nel frattempo, così come avvenuto nel corso della stagione 2010, ha disputato gran parte della stagione giocando nella squadra di sviluppo Hammarby Talang. Rientrato definitivamente alla base, ha collezionato 18 presenze nel campionato di Superettan 2011, 7 di queste da titolare. Al termine della stagione 2011 il giocatore e il club si sono separati, terminando una permanenza durata 14 anni tra giovanili, squadra satellite e prima squadra.
Rimasto svincolato, è ripartito dalla terza serie nazionale con l'ingaggio da parte del Sirius. Durante la prima stagione in neroblu è entrato e uscito più volte dall'undici di partenza, ma nel corso del campionato 2013 è stato schierato titolare in gran parte della stagione: non più come attaccante, ma come esterno sinistro. Il cambio di ruolo non gli ha comunque impedito di essere il secondo miglior marcatore stagionale della sua squadra, con 11 gol segnati. Nel corso della stagione 2015, complici gli infortuni occorsi ad alcuni centrocampisti interni, ha avuto un'altra trasformazione di ruolo iniziando a giocare come centrocampista difensivo. Nel 2017 è tornato a calcare i campi della Allsvenskan grazie al campionato di Superettan vinto dal Sirius l'anno precedente. Ha lasciato la squadra al termine del campionato 2019, che ha rappresentato la sua ottava stagione in nerazzurro.
La sua carriera è proseguita con il ritorno nel 2020 in Division 1, la terza serie nazionale, disputata questa volta con i colori del neoretrocesso Brommapojkarna. Nel corso del suo secondo e ultimo anno di contratto, i rossoneri hanno centrato la promozione in Superettan. Terminata questa stagione, Gustafsson si è ritirato dal calcio giocato.